# Chiesa di San Nicola dei Lorenesi
La chiesa di San Nicola dei Lorenesi è un luogo di culto cattolico di Roma, sito in Largo Febo, vicino a Piazza Navona, nel rione Parione. Dopo l'annessione del Ducato di Lorena alla Francia nel 1766, l'edificio è stato integrato nei Pieux Établissements de la France à Rome et Lorette. È ancora oggi una delle 5 chiese cattoliche francesi di Roma, insieme con San Luigi dei Francesi, Trinità dei Monti, Sant'Ivo dei Bretoni e Santi Claudio e Andrea dei Borgognoni.

## Storia
Durante il Rinascimento, i Francesi ed i Lorenesi formarono la Congrégration de Saint-Louis che diede mano alla costruzione della chiesa di San Luigi dei Francesi nel 1588. 
Una parte di questa chiesa fu pagata dal duca Carlo III di Lorena per rappresentare lo stato lorenese presso il Vaticano.
Nel 1587, i Lorenesi crearono una nuova confraternita indipendente da quella francese con il nome di Confraternité de Saint-Nicolas et de Sainte-Catherine de la Nation de Lorraine et de Barrois, che fu autorizzata a possedere una cappella all'interno di San Luigi dei Francesi e con l'obiettivo di costruire una chiesa propria a Roma.
Con una bolla, nel 1623, il papa Gregorio XV concesse alla confraternita una chiesa intitolata San Nicola in Agone, presso Piazza Navona. La chiesa, ricostruita dall'architetto lorenese François Desjardins, o Du Jardin (italianizzato in "Francesco Giardini"), fu consacrata nel 1632 con il nome di San Nicola dei Lorenesi permettendo così al Ducato di Lorena di essere rappresentato a Roma da una chiesa propria.
Nei secoli XX e XXI, la parrocchia entrò a far parte dell'apostolato della Comunità di San Giovanni.

## Architettura
L'edificio è sobrio, di stile classico a navata singola, con due cappelle laterali; la facciata fu ornata con marmi provenienti dallo stadio di Domiziano.

## Interno

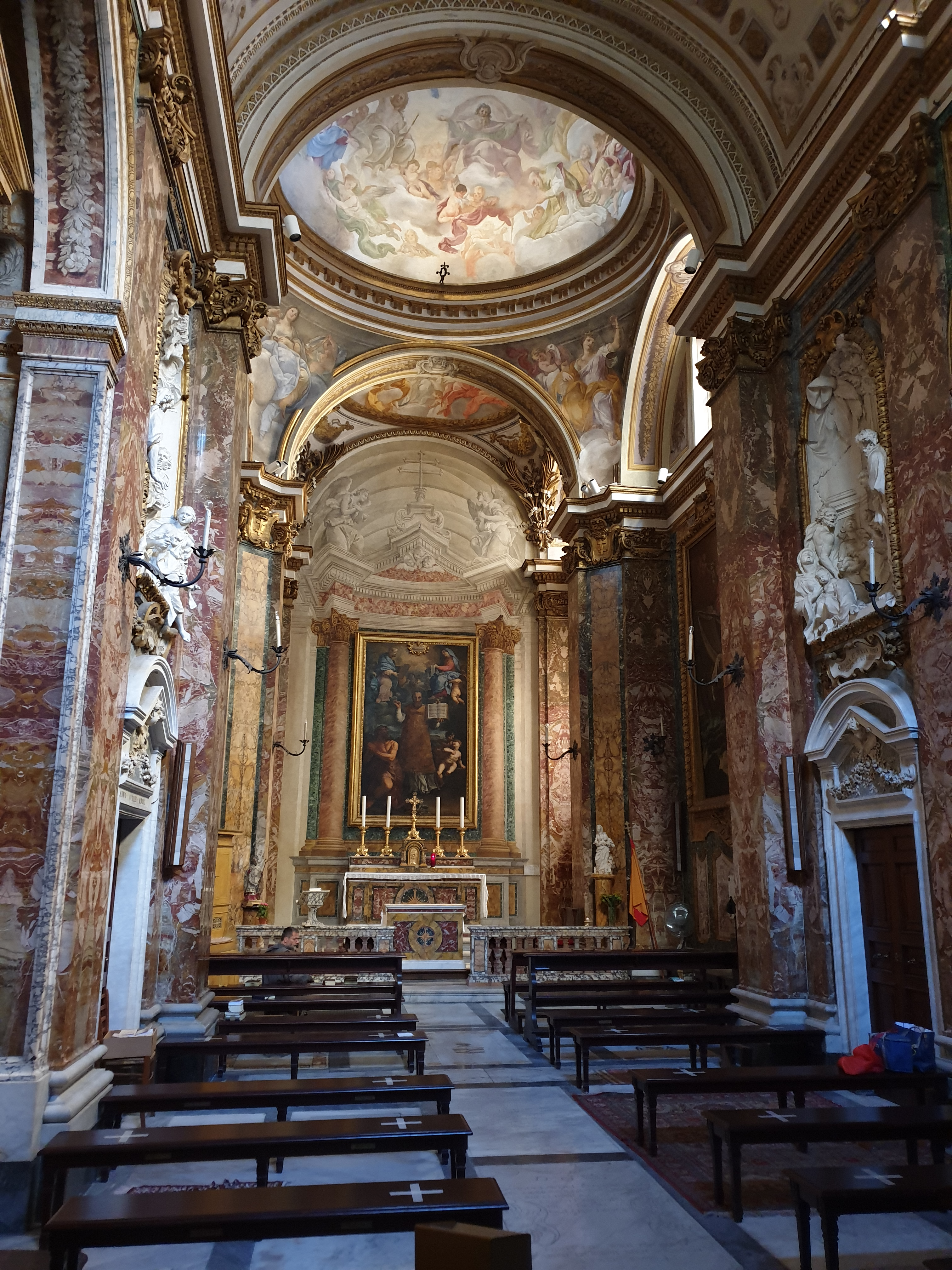
L'interno

Dietro l'altare maggiore un trompe-l'œil simula un'abside circolare ed un altro orna la cupola.
Presenta molti stucchi ed alcune pitture di François Nicolas de Bar (o "Nicolò Lorense") e di altri pittori paesaggisti lorenesi del periodo.
Nel XVIII secolo Corrado Giaquinto ha eseguito alcuni affreschi: San Nicola fa sgorgare l'acqua da una roccia, Le quattro virtù cardinali, La trinità e san Nicola, Le tre virtù teologali e L'angelo che libera un prigioniero.
Per il giubileo del 1750 Giaquinto dipinge anche due quadri d'altare, San Nicola e gli ufficiali di Costantino, e San Nicola che quieta la tempesta.
La chiesa è stata restaurata a spese della Francia e della Regione Lorena.

## Sepolture
Qui fu sepolto nel 1649 il pittore lorenese Charles Mellin.